# Fotbalul la Jocurile Africii
Fotbalul face parte din programul Jocurilor Africii din 1965. A fost inițial o competiție destinată doar bărbaților, din 2003 însă fiind adăugat și turneul dedicat fotbalului feminin.
De la Jocurile Africii din 1991 a fost instalată o limită maximă de vârstă de 23 de ani, la fel ca la Jocurile Olimpice.

## Turneul masculin
| 1965 Detalii | Brazzaville  | Congo                            | 0–0 d.p. (7–2) meci castigat dintr-un corner | Mali                             | Coasta de Fildeș                 | 1–0                              | Algeria                          |
| 1969         | Bamako       | Întrerupt de ostilități militare | Întrerupt de ostilități militare             | Întrerupt de ostilități militare | Întrerupt de ostilități militare | Întrerupt de ostilități militare | Întrerupt de ostilități militare |
| 1973 Detalii | Lagos        | Nigeria                          | 2–0                                          | Guineea                          | Republica Arabă Unită            | 2–1                              | Ghana                            |
| 1978 Detalii | Alger        | Algeria                          | 1–0                                          | Nigeria                          | Ghana                            | 1–0                              | Malawi                           |
| 1987 Detalii | Nairobi      | Egipt                            | 1–0                                          | Kenya                            | Malawi                           | 3–1                              | Camerun                          |
| 1991 Detalii | Cairo        | Camerun                          | 1–0                                          | Tunisia                          | Nigeria                          | 3–0                              | Zimbabwe                         |
| 1995 Detalii | Harare       | Egipt                            | 3–1                                          | Zimbabwe                         | Nigeria                          | 1–1 (4–1) pen                    | Guineea                          |
| 1999 Detalii | Johannesburg | Camerun                          | 0–0 (4–3) pen                                | Zambia                           | Africa de Sud                    | 2–0                              | Uganda                           |
| 2003 Detalii | Abuja        | Camerun                          | 2–0                                          | Nigeria                          | Ghana                            | 2–2 (4–1) pen                    | Zambia                           |
| 2007 Detalii | Alger        | Camerun                          | 1–0                                          | Guineea                          | Tunisia                          | 1–0                              | Zambia                           |
| 2011 Detalii | Maputo       |                                  |                                              |                                  |                                  |                                  |                                  |

### Clasamentul medaliilor
| Echipă           | Aur                        | Argint          | Bronz          |
| ---------------- | -------------------------- | --------------- | -------------- |
| Camerun          | 4 (1991, 1999, 2003, 2007) |                 |                |
| Egipt            | 2 (1987, 1995)             |                 | 1 (1973)       |
| Nigeria          | 1 (1973*)                  | 2 (1978, 2003*) | 2 (1991, 1995) |
| Algeria          | 1 (1978*)                  |                 |                |
| Congo            | 1 (1965*)                  |                 |                |
| Guineea          |                            | 2 (1973, 2007)  |                |
| Tunisia          |                            | 1 (1991)        | 1 (2007)       |
| Kenya            |                            | 1 (1987*)       |                |
| Mali             |                            | 1 (1965)        |                |
| Zambia           |                            | 1 (1999)        |                |
| Zimbabwe         |                            | 1 (1995*)       |                |
| Ghana            |                            |                 | 2 (1978, 2003) |
| Coasta de Fildeș |                            |                 | 1 (1965)       |
| Malawi           |                            |                 | 1 (1987)       |
| Africa de Sud    |                            |                 | 1 (1999*)      |

* = gazdă

## Turneul feminin
| 2003 Detalii | Abuja  | Nigeria | 1–0 | Africa de Sud | Camerun | 1–0 | Mali    |
| 2007 Detalii | Alger  | Nigeria | 4–0 | Africa de Sud | Ghana   | 3–1 | Algeria |
| 2011 Detalii | Maputo |         |     |               |         |     |         |

### Clasamentul medaliilor
| Echipă | Aur             | Argint         | Bronz    |
| ------ | --------------- | -------------- | -------- |
| NGA    | 2 (2003*, 2007) |                |          |
| RSA    |                 | 2 (2003, 2007) |          |
| CMR    |                 |                | 1 (2003) |
| GHA    |                 |                | 1 (2007) |

* = host